# 尼爾山
72°4′S 164°28′E / 72.067°S 164.467°E
尼爾山（英語：Neall Massif），是南極洲的山峰，位於維多利亞地的博克格雷溫克海岸，由新西蘭南極名稱諮詢委員會命名，現時由南極條約體系管理。